# Дони, Кристиано
Кристиа́но До́ни (итал. Cristiano Doni; род. 1 апреля 1973, Рим) — итальянский футболист.

## Карьера
Дебютировал в чемпионате Италии 31 августа 1997 года в матче против «Интера» в Милане (1:2).
За сборную впервые сыграл 7 ноября 2001 года в товарищеском матче против Японии в Сайтаме (1:1). В той игре он забил гол.
4 августа 2011 года Дони был дисквалифицирован на 3,5 года по обвинению в участии в договорных матчах, а «Аталанта» оштрафована на 6 очков. Вскоре после этого в интервью футболист выразил возмущение своей дисквалификацией и заявил, что не имеет отношения к договорным матчам. Позже он сказал:
Я был полным идиотом. Нет никаких оправданий тому, что я сделал. Я знаю, что должен был попасть в тюрьму. Больше всего мне больно из-за того, что этот скандал нанёс ущерб моей семье и я разочаровал болельщиков «Аталанты». Останусь ли жить в Бергамо? Это мой город. Будет нелегко, но я хочу остаться. В будущем хочу стать тренером «Аталанты», но понимаю, что сейчас это невозможно. Я хочу оставаться в мире футбола

## Награды
- Лауреат премии Гаэтано Ширеа (2009)

## Рекорды
- Лучший бомбардир в истории «Аталанты»: 112 голов